# Titularbistum Acalissus
Acalissus (ital.: Acalisso) ist ein Titularbistum der römisch-katholischen Kirche. 
Es geht zurück auf ein früheres Bistum der antiken Stadt Akalissos in der kleinasiatischen Landschaft Lykien, das  der Kirchenprovinz Myra angehörte.
| Titularbischöfe von Acalissus |                                    |                                                              |                   |                  |
| Nr.                           | Name                               | Amt                                                          | von               | bis              |
| 1                             | Louis-Michel-François Tardy CSSp   | Apostolischer Vikar von Gabun (Französisch-Äquatorialafrika) | 18. Dezember 1925 | 28. Januar 1947  |
| 2                             | Thomas Francis Markham             | Weihbischof in Boston (Massachusetts) (USA)                  | 18. Juli 1950     | 9. Juli 1952     |
| 3                             | Domingos da Apresentação Fernandes | Weihbischof in Aveiro (Portugal)                             | 13. Dezember 1952 | 11. August 1958  |
| 4                             | Benigno Chiriboga SJ               | Weihbischof in Quito (Ecuador)                               | 15. November 1958 | 5. Dezember 1963 |
| 5                             | Ivan Ljavinec                      | Apostolischer Exarch der Tschechischen Republik (Tschechien) | 18. Januar 1996   | 9. Dezember 2012 |
| 6                             | Joseph Tran Văn Toan               | Weihbischof in Long Xuyên (Vietnam)                          | 5. April 2014     | 25. August 2017  |
| 7                             | Thanh Thai Nguyen                  | Weihbischof in Orange in California (Vereinigte Staaten)     | 6. Oktober 2017   |                  |